# Irène Frachon
Irène Frachon (Boulogne-Billancourt Alts del Sena, 26 de març de 1963) és una metgessa pneumòloga francesa, que des de la seva plaça al Centre hospitalari de Brest, va tenir un paper decisiu en l'afer del Mediator (benfluorex), un medicament produït pels laboratoris Servier entre el 1976 i el 2009 que hauria estat la causa de mort de centenars de pacients.

## Biografia
Irène Frachon, nascuda Aliar, prové d'una família protestant de Charente i reivindica la influència d'Albert Schweitzer.
Els seus pares són enginyers; és la neta de l'almirall Hubert Meyer, encarregat l'any 1944 de negociar la rendició del comandant alemany davant la Rochelle i Rochefort, i del banquer Jacques Aliar, encarregat d'assegurar l'aigua pesant l'any 1940 en el marc de les seves funcions com a adjunt del gabinet del ministre Raoul Dautry. És la besneta de Raoul Aliar, degà de la facultat de teologia protestant de París.
Llicenciada en Medicina el 1988 es va especialitzar en pneumologia a l'hospital Antoine-Béclère de Clamart, on va estar interna. Després va treballar a l'hospital Foch de Suresnes. El 1996, s'instal·là a Brest, on guanyà una plaça.
Irène Aliar està casada amb Bruno Frachon, politècnic i enginyer el cos d'armament, especialista en Hidrografia marítima, que ha estat director general del servei hidrogràfic i océanogràfic de la Marina. És mare de quatre fills.

## L'afer del Mediator
El 2007, Irène Frachon es va trobar amb diversos casos d'atacs cardíacs a pacients que són o han estat tractats amb benfluorex (principi actiu del Mediator), un medicament molt àmpliament difós a França (300.000 tractaments). El benfluorex hauria estat el responsable de diversos casos de valvulopaties, una malaltia que afecta les vàlvules cardíaques. Anteriorment s'havia alertat de problemes similars a causa d'una molècula de la mateixa família igualment comercialitzada pels laboratoris Servier, la dexfenfluramina (de nom comercial, Isoméride). En aquest context inicia un llarg estudi epidemiològic que confirma les seves inquietuds i desemboca en la fi del pagament del medicament per part de la seguretat social francesa (Afssaps) el novembre de 2009.
Malgrat les nombroses sol·licituds de les agències que vigilen els fàrmacs, l'afer no va arribar al debat públic fins prop d'un any més tard, quan la CNAMTS (la seguretat social dels treballadors assalariats) va descobrir oficialment que almenys 500 persones havien mort per culpa del medicament. Uns mesos abans, el juny de 2010, Irène Frachon va publicar un llibre, Mediator 150 mg, Quants morts?, que explica el seu combat perquè es prohibeixi el benfluorex. El subtítol Quants morts ? va ser objecte d'un procés judicial a Brest, iniciat pels laboratoris Servier, que consideraven aquesta xifra una «acusació greu, inexacte i denigrant». El judici, que va fallar en favor del laboratori, fou anul·lat el gener de 2011 pel tribunal d'apel·lació de Rennes. El 2011, després que la seva denúncia arribés al debat públic, va rebre diversos guardons.
El 2015 va protestar públicament contra la recepció de la Legió d'Honor per part d'Henri Nallet, que entre 1997 i 2008 havia estat conseller personal de Jacques Servier, l'època en què les pràctiques dels laboratoris Servier estaven sota sospita. La tramesa de la medalla es va suspendre.
La pel·lícula La Fille de Brest (2016), dirigida por Emmanuelle Bercot, mostra la feina d'Irène Frachon per posar en evidència la responsabilitat del Mediator en les valvulopaties de pacients.